# Aloe horrida
Aloe horrida é uma espécie de liliopsida do gênero Aloe, pertencente à família Asphodelaceae.